# Язва
Я́зва (лат. ulcus, -eris, n.) — глубокий воспалённый дефект эпителия кожи или слизистой оболочки и (в отличие от эрозии) базальной мембраны, как правило, возникающий вследствие инфекции, механического, химического или лучевого повреждения, а также в результате нарушения кровоснабжения и/или иннервации (трофическая язва). Язва заживает с образованием рубца. Язвы чаще всего встречаются на коже нижних конечностей и в желудочно-кишечном тракте.
Все поражения кожи называют ранами (в т. ч. диабетическая, лучевая). Не принимается в расчет,
была ли первичной внешняя причина или внутренняя. Хроническую рану от язвы отличить по внешнему виду нельзя.

## Частные случаи

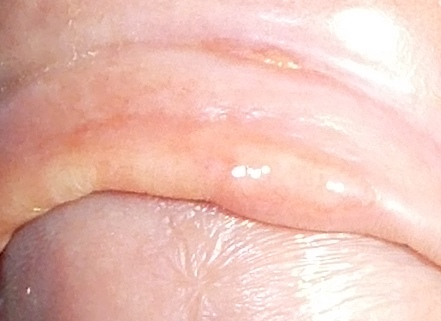
Язвы крайней плоти (препуция) при фимозе в областях, примыкающих к рубцам

### Язвы органов пищеварения
- Язва желудка
- Язва двенадцатиперстной кишки
- Пептическая язва
- Гастродуоденальная язва
- Прободная язва — язва пищеварительных органов с прободением.

## Клинические признаки язвы в ветеринарии
Дефекты могут быть различной величины и формы. Их поверхность покрыта гнойными корками, после удаления которых обнажаются грануляции.
Простая язва имеет пологие края с хорошо выраженным эпителиальных ободком и плоское дно, грануляции розовые.
Атоническая язва имеет плоское или кратерообразное дно, грануляции бледные, мелкозернистые.
Прогрессирующие язвы характеризуются наличием очагов некробиотического распада тканей, грануляции синюшные.
При гангренозном процессе отмечаются признаки влажной гангрены в прилегающих тканях.
Для фунгозных язв типично выпячивание разросшихся грануляций над уровнем кожи в виде шляпки гриба.